# Pujol (Peramea)
Pujol, de vegades denominat Pujol de Peramea i pronunciat Puiol en la parla local, és un poble del terme municipal de Baix Pallars, a la comarca del Pallars Sobirà. Fins al 1969 pertangué al terme de Peramea. El 2013 tenia 18 habitants.
És situat a 833,6 metres d'altitud, a l'extrem meridional del Pla de Corts, a l'esquerra del Barranc de les Morreres, que marca un profund solc respecte del pla on es troba el poble. Es troba al damunt de l'entrada al Congost de Collegats, amb bones vistes del congost i de la Geganta Adormida. És a l'extrem d'un pla emmarcat pels petits turons d'Estossals, al nord-oest, i de Caellar a l'est-nord-est.
Queda al sud-oest de l'actual cap de municipi, Gerri de la Sal, i al sud-sud-oest de l'antic, Peramea. És accessible des d'aquesta darrera població, per la carretera de Pujol, un camí rural en bon estat, sense asfaltar, o bé des de la N-260, una mica al sud del punt quilomètric 297, al nord-est del Túnel de l'Argenteria, per la continuïtat de la carretera anteriorment esmentada. En aquest lloc hi havia hagut l'Hostal de Morreres, i actualment hi ha l'Àrea de Picnic de Morreres i el Monument als Raiers.
L'església parroquial, dedicada a Sant Andreu, d'origen romànic, ha estat molt modificada durant l'últim segle. A Pujol hi ha també la capella de la Mare de Déu del Roser i la capella de Sant Antoni Abat, allunyada al sud-sud-oest del poble.

## Etimologia
Joan Coromines explica el topònim Pujol, relacionant-lo amb Puig, a partir del mot comú puig, del llatí podiu(m) (elevació, turó petit). Amb l'afegitó del sufix diminutiu -olu(m) es creà Podiolo, que evolucionà fins a Pujol ja en el català medieval.

## Geografia
L'antic terme de Pujol és, juntament amb Llaràs, a la meitat meridional del Pla de Corts. Domina aquest sector del pla, amb els camps de conreu situats al nord del poble: l'Ensolera, Les Eroles, el Bancal de la Pomera, el Camp de Felipó, el Camp de l'Hereu, la Cervera d'Eloi, la Colomina de Vilanova, el Pujol de l'Emília… El terme començava, venint del nord o del nord-est, a la Creu de Pujol.

### El poble de Pujol
El poble s'allargassa de llevant a ponent formant pràcticament un sol carrer a l'extrem del Pla de Corts, entre el paratge de La Terra i el de Les Farratges i Rengaret. La carretera de Pujol hi arriba des del nord pel mig del poble, i hi fa tota la volta pel costat de llevant, per allunyar-se'n fent nombrosos revolts cap al sud-oest. Per l'extrem de ponent hi arriba el Camí vell de Canals, que actualment queda perdut a la Vinya d'Eloi. El poble és avui dia en una zona boscosa que antigament fou tota vinya, com la mateixa toponímia deixa ben clar: Vinya d'Eloi, La Vinya, Vinya de Vilanova, Vinya de Felipó, Vinyal de l'Hereu…

#### Les cases del poble
Tot i que avui dia a penes hi romanen mitja dotzena de cases, entre les quals destaquen l'església de Sant Andreu i l'esplèndida casa pairal, de caràcter essencialment senyorial (havia tingut torres de guaita i senyaleres), Pujol n'arribà a tenir ben bé el doble, com es pot veure en la relació següent:
| - Casa Casanova - Casa Eloi - Masia d'Enjaume - Casa Felipò | - Casa Hereu - Casa Magí - Casa Montaner | - Casa Pauet - La Rectoria - Casa Senaller | - Casa Sucarrat - Casa Tatirona - Casa Vilanova |

## Història

### Edat moderna
En el fogatge del 1553, Pujol (Pugoll) declara 4 focs laics.

### Edat contemporània
Pascual Madoz dedica un breu article del seu Diccionario geográfico... a Pujol. S'hi pot llegir que el poble està situat en un lloc alt, però pla, des d'on es domina, a l'oest, tot el Pla de Corts. Combatut pels vents del nord, el clima hi és bastant fred, però sa. Tenia en aquell moment 4 cases, una font que proveeix d'aigua tots els veïns, i una església parroquial dedicada a Sant Andreu al costat del cementiri, de la qual depenien les de Canals i Cortscastell. Dins del seu terme hi havia el mesón de Morreres, al costat de la Noguera Pallaresa, en el camí de la Pobla de Segur, a l'embocadura de l'Estrecho de coll de Gats.
La terra és de bona qualitat, una mica sorrenc, i participa tant de pla com de muntanya, tot i que les muntanyes són roques molt àrides. S'hi collia poc blat, ordi, patates, oli, mongetes, peres, pomes i herba per a pastures. De bestiar, hi havia vaques i ovelles, a més de caça de conills, perdius i llebres. La població era de 3 veïns (caps de casa) i 21 ànimes (habitants).

## Demografia
| 1981 | 2000 | 2002 | 2004 | 2006 | 2008 | 2010 | 2011 | 2013 |
| ---- | ---- | ---- | ---- | ---- | ---- | ---- | ---- | ---- |
| 12   | 10   | 12   | 13   | 15   | 18   | 19   | 19   | 18   |

## Cultura popular
Els Coixos de Pujol, que no fan mal ni dol, són gent de pa i de pau, segons la dita popular dels entorns de Pujol.